# David Easton
David Easton (ur. 24 czerwca 1917 w Toronto, zm. 19 lipca 2014) – kanadyjski politolog, były przewodniczący the American Political Science Association, w przeszłości wiceprzewodniczący the American Academy of Arts and Sciences. Słynny ze swoich badań nad koncepcją systemu politycznego jako konstrukcji systemowo-funkcjonalnej. Jest także znany ze swoich publikacji na temat legitymizacji władzy oraz pojęcia polityki. 

## Nauka i praca
Easton skończył studia na Uniwersytecie Toronto, stopień doktora uzyskał w Harvardzie w 1947, w tym samym roku zaczął swoją karierę naukową na wydziale nauk politycznych Uniwersytetu w Chicago. Prowadził badania na wydziale nauk politycznych Uniwersytetu Kalifornijskiego, Irvine. W ostatnich latach Easton ukończył pisać książkę opisującą wpływ struktur politycznych na różne aspekty życia politycznego, a także stworzył wiele publikacji na temat rozwoju nauk politycznych oraz politycznej socjalizacji dzieci.
Easton zaangażowany był w projekcie którego celem jest rozwój nauk politycznych w Chinach. Wcześniej brał udział w programie naukowym zajmującym się badaniem efektywności władz publicznych w różnych strukturach i organizacjach o charakterze demokratycznym.
W 1953 Easton wydał rozprawę tytułując ją „The Political System” i wyłożył w niej teoretyczną koncepcję systemu politycznego jako konstrukcji badawczej ogólnoteoretycznej, przeciwstawnej wielu ówczesnym rozprawom opisowo-empirycznym, które prezentowały przejawy życia politycznego w Stanach Zjednoczonych i innych państwach w poprzednich dekadach XX wieku. System polityczny jest wedle Eastona strukturą złożoną, obejmującą trzy elementy: wspólnotę polityczną, reżim polityczny oraz instytucje polityczne. W działaniu systemu politycznego najważniejszymi składnikami są: wejście, proces przetwarzania oraz wyjście. Dla Eastona system polityczny to proces dwustronnego przepływu informacji i energii pomiędzy otoczeniem społecznym a władzami.

## Najważniejsze publikacje Davida Eastona
- 1951, "The Decline of Modern Political Theory", w Journal of Politics 13.
- 1953, The Political System. An Inquiry into the State of Political Science, Nowy Jork.
- 1957, "An Approach to the Analysis of Political Systems", w World Politics 9.
- 1965, A Framework for Political Analysis, Englewood Cliffs.
- 1965, A Systems Analysis of Political Life, Nowy Jork.
- 1966, Varieties of Political Theory, (Ed.), Englewood Cliffs.
- 1969, Children in the Political System – Origins of Political Legitimacy, Jack Dennis, McGraw-Hill.
- 1990, The Analysis of Political Structure.
- 1991, Divided Knowledge: Across Disciplines, Across Cultures, (edycja z C. Schelling).
- 1991, The Development of Political Science: A Comparative Survey, (edycja z J. Gunnell i L. Graziano).
- 1995, Regime and Discipline: Democracy and the Development of Political Science, (edycja z J. Gunnell i M. Stein).